# Corneliu-Dan Vrabie
Corneliu-Dan Vrabie (n. 26 iunie 1954) este un deputat român în legislatura 1992-1996, ales în județul Dâmbovița pe listele PRM. În mai 1996, Corneliu-Dan Vrabie a devenit deputat independent.